# Чарна-Пшемша
Чарна-Пшемша — река в Польше в Силезском воеводстве, длиной 63,8 км, правый приток реки Пшемши.
Исток реки находится на высоте 385 м в районе Заверце Бзув на Краковско-Ченстоховской возвышенности. Площадь бассейна Чарна-Пшемши составляет 1046 км². Основные правые притоки — Брыница и Болина, а левые притоки — Митрега, Тшебычка и ручей Погория.
На реке Чарна-Пшемша расположены города: Заверце, Поремба, Севеж, Домброва-Гурнича, Бендзин, Сосновец и Мысловице. На реке в Пшечицах расположена плотина и искусственное водохранилище, которое служит в качестве резервуара для снабжения водой жителей Верхнесилезского промышленного района и резервным источником для электростанции Лагиша в Бендзине. В 2005 году между Войковице-Косьцельне и Домбровой-Гурничей было открыто водохранилище Кузница Варенжиньска, также известное как Погория IV. Оно защищает нижние районы от наводнений и удерживает возможную паводковую волну на реке Чарна-Пшемша. В периоды высокого уровня воды река огибает водохранилище и течет по руслу к западу от озера. Вблизи пересечения административных границ Сосновеца и Мысловице река сливается с рекой Бяла-Пшемша и образует реку Пшемша.